# Green Wave de Tulane
Le Green Wave de Tulane (en anglais : Tulane Green Wave) est un club omnisports universitaire américain qui se référent aux 17 équipes sportives féminines et masculines représentant l'université Tulane lesquelles participent aux compétitions universitaires organisées par la National Collegiate Athletic Association au sein de sa Division I.
Basée à La Nouvelle-Orléans dans l'État de Louisiane, ses équipes sont membres de l'American Conference (AAC), à l'eception des équipes de bowling et de beach volley (tous deux membres de la Conference USA). Son équipe de football américain évolue en NCAA Division I Football Bowl Subdivision (FBS).
La présente page présente plus spécifiquement le programme de football américain.

## Sports représentés
| Hommes (7)                                  | Femmes (10)       |
| ------------------------------------------- | ----------------- |
| Athlétisme †                                | Athlétisme †      |
| Baseball                                    | Basketball        |
| Basketball                                  | Beach volley      |
| Cross country                               | Bowling           |
| Football américain                          | Cross country     |
| Tennis                                      | Golf              |
| Voile                                       | Natation/Plongeon |
|                                             | Tennis            |
|                                             | Voile             |
|                                             | Volley-ball       |
| † – Athlétisme en salle et/ou en plein air. |                   |

## Football américain

### Descriptif en début de saison 2025
- Couleurs :   (bleu ciel et vert)[1]

- Dirigeants :
  - Directeur sportif : Troy Dannen
  - Entraîneur principal : Jon Sumrall (en), 2e saison, bilan : 9 - 5  (64,3%)

- Stade
  - Nom : Yulman Stadium
  - Capacité : 30 000
  - Surface de jeu : pelouse artificielle (Act Global UBU Speed Series S5-M)
  - Lieu : La Nouvelle-Orléans, Louisiane

- Conférence[2],[3] :
  - Actuelle : American Conference (depuis 2014)
  - Ancienne : 
    - Indépendants (1893–1894, 1966–1995) ;
    - Southern Intercollegiate Athletic Association (1895–1921) ;
    - Southern Conference (1922–1932) ;
    - Southeastern Conference (1933–1965) ;
    - Conference USA (1996–2013).

- Internet :
  - Nom site Web : tulanegreenwave.com
  - URL : https://tulanegreenwave.com/

- Bilan des matchs :
  - Victoires : 564 (45,6 %)
  - Défaites : 677
  - Nuls : 38

- Bilan des Bowls :
  - Victoires : 7 (41,2 %)
  - Défaites : 10
  - Nuls : 0

- College Football Playoff : 0

- Titres :
  - Titres nationaux : 0
  - Titres de conférence : 10
    - SIAA: 1920
    - SoCon: 1925, 1929, 1930, 1931
    - SEC: 1934, 1939, 1949
    - CUSA: 1998
    - AAC: 2022

- - Titres de la division Est de l'AAC  : 1 (2018)

- Joueurs :
  - Vainqueurs du Trophée Heisman : 0
  - Sélectionnés All-American : 5

- Hymne : The Olive and the Blue
- Mascotte : Riptide
- Fanfare : Tulane University Marching Band

- Rivalités :
  - LSU Battle for the Rag (en)
  - Southern Miss Battle for the Bell (en)
  - Auburn Rivalité (en)
  - Ole Miss Rivalité (en)

### Palmarès
- Titre national : Tulane ne compte aucun titre national.

- Champions de conférence :

Tulane a remporté dix (10) titres de conférence dont cinq à égalité (†)
| Saison | Conférence | Entraîneur             | Bilan global (V-D-N) | Bilan de conférence |
| ------ | ---------- | ---------------------- | -------------------- | ------------------- |
| 1920†  | SIAA (en)  | Clark Shaughnessy (en) | 06–2–1               | 5–0                 |
| 1925†  | SoCon      | Clark Shaughnessy (en) | 09–0–1               | 5–0                 |
| 1929   | SoCon      | Bernie Bierman (en)    | 09–0–0               | 6–0                 |
| 1930†  | SoCon      | Bernie Bierman (en)    | 08–1–0               | 5–0                 |
| 1931   | SoCon      | Bernie Bierman (en)    | 11–1–0               | 8–0                 |
| 1934†  | SEC        | Ted Cox (en)           | 10–1–0               | 8–0                 |
| 1939†  | SEC        | Red Dawson (en)        | 08–1–1               | 5–0                 |
| 1949   | SEC        | Henry E. Frnka (en)    | 07–2–1               | 5–1                 |
| 1998   | C-USA      | Tommy Bowden (en)      | 12–0–0               | 6–0                 |
| 2022   | AAC        | Willie Fritz (en)      | 12–2–0               | 7–1                 |
- Champions de division :

Tulane a remporté un titre (à égalité) de division (†)
| Saison | Conférence          | Division | Entraîneur        | Finale de conférence                                                     | Finale de conférence                                                     |
| ------ | ------------------- | -------- | ----------------- | ------------------------------------------------------------------------ | ------------------------------------------------------------------------ |
| Saison | Conférence          | Division | Entraîneur        | Adversaire                                                               | Résultat                                                                 |
| 2018†  | American Conference | West     | Willie Fritz (en) | Memphis joue la finale de conférence en vertu des critères de départage. | Memphis joue la finale de conférence en vertu des critères de départage. |

### Bowls
Tulane a participé à 17 bowls universitaires, en a remporté 7 pour 10 défaites. Le 1er janvier 1910, ils ont également disputé le Bacardi Bowl 1909 contre le Havana Athletic Club (se soldant par une défaite 0 à 11) mais ce match n'ayant pas été reconnu officiellement par la NCAA, Tulane ne compte pas ce match dans son historique. Le premier bowl remporté par Tulane est le Sugar Bowl 1935 joué dans leur stade.
| Saison | Bowl                          | Adversaire                     | Résultat | Entraîneur            |
| ------ | ----------------------------- | ------------------------------ | -------- | --------------------- |
| 1931   | Rose Bowl 1932                | Trojans de l'USC               | P, 12–21 | Bernie Bierman        |
| 1934   | Sugar Bowl 1935               | Owls de Temple                 | G, 20–14 | Ted Cox               |
| 1939   | Sugar Bowl 1940               | Aggies de Texas A&M            | P, 13–14 | Red Dawson            |
| 1970   | Liberty Bowl 1970             | Buffaloes du Colorado          | G, 17–03 | Jim Pittman           |
| 1973   | Astro-Bluebonnet Bowl 1973    | Cougars de Houston             | P, 07–47 | Bennie Ellender       |
| 1979   | Liberty Bowl 1979             | Nittany Lions de Penn State    | P, 06–09 | Larry Smith           |
| 1980   | Hall of Fame Classic 1980     | Razorbacks de l'Arkansas       | P, 15–34 | Vince Gibson          |
| 1987   | Independence Bowl 1987        | Huskies de Washington          | P, 12–24 | Mack Brown            |
| 1998   | Liberty Bowl 1998             | Cougars de BYU                 | G, 41–27 | Chris Scelfo          |
| 2002   | Hawaii Bowl 2002              | Rainbow Warriors d'Hawaï       | G, 36–28 | Chris Scelfo          |
| 2013   | New Orleans Bowl 2013         | Ragin' Cajuns de Louisiane     | P, 21–24 | Curtis Johnson        |
| 2018   | Cure Bowl 2018                | Ragin' Cajuns de Louisiane     | G, 41–24 | Willie Fritz          |
| 2019   | Armed Forces Bowl 2019        | Golden Eagles de Southern Miss | G, 30–13 | Willie Fritz          |
| 2020   | Famous Idaho Potato Bowl 2020 | Wolf Pack du Nevada            | P, 27–38 | Willie Fritz          |
| 2022   | Cotton Bowl Classic 2023      | Trojans de l'USC               | G, 46–45 | Willie Fritz          |
| 2023   | Military Bowl 2023            | Hokies de Virginia Tech        | P, 41–20 | Slade Nagle (intérim) |
| 2024   | Gasparilla Bowl 2024          | Gators de la Floride           | P, 8–33  | Jon Sumrall           |

### Entraîneurs
Tulane a connu 40 entraîneurs et 2 intérimaires depuis sa création en 1893 :
| N° | Entraîneur              | Saison(s)           | Nb de matchs | V  | D  | N | %    | CV | CD | CN | C%   | BG | BP | TC | TN |
| -- | ----------------------- | ------------------- | ------------ | -- | -- | - | ---- | -- | -- | -- | ---- | -- | -- | -- | -- |
| 1  | T. L. Bayne (en)        | 1893, 1895          | 08           | 4  | 4  | 0 | 50,0 | 1  | 2  | 0  | 33,3 | –  | –  | 0  | 0  |
| 2  | Fred Sweet (en)         | 1894                | 04           | 0  | 4  | 0 | 00,0 | 0  | 0  | 0  | 0,0  | –  | –  | 0  | 0  |
| 3  | Harry Baum (en)         | 1896                | 05           | 3  | 2  | 0 | 60,0 | 1  | 2  | 0  | 33,3 | –  | –  | 0  | 0  |
| 4  | John Lombard (en)       | 1898                | 02           | 1  | 1  | 0 | 50,0 | 1  | 1  | 0  | 50,0 | –  | –  | 0  | 0  |
| 5  | Harris T. Collier (en)  | 1899                | 07           | 0  | 6  | 1 | 07,1 | 0  | 5  | 0  | 00,0 | –  | –  | 0  | 0  |
| 6  | H. T. Summersgill (en)  | 1900–1901           | 11           | 10 | 1  | 0 | 90,9 | 6  | 0  | 0  | 100  | –  | –  | 0  | 0  |
| 7  | Virginius Dabney (en)   | 1902                | 07           | 1  | 4  | 2 | 28,6 | 0  | 4  | 2  | 16,7 | –  | –  | 0  | 0  |
| 8  | Charles Eshleman (en)   | 1903                | 05           | 2  | 2  | 1 | 50,0 | 0  | 1  | 1  | 25,0 | –  | –  | 0  | 0  |
| 9  | Thomas A. Barry (en)    | 1904                | 07           | 5  | 2  | 0 | 71,4 | 3  | 2  | 0  | 60,0 | –  | –  | 0  | 0  |
| 10 | John F. Tobin (en)      | 1905                | 01           | 0  | 1  | 0 | 00,0 | 0  | 1  | 0  | 00,0 | –  | –  | 0  | 0  |
| 11 | John Russ (en)          | 1906                | 05           | 0  | 4  | 1 | 10,0 | 0  | 3  | 0  | 00,0 | –  | –  | 0  | 0  |
| 12 | Joe Curtis (en)         | 1907–1908           | 13           | 10 | 3  | 0 | 76,9 | 3  | 1  | 0  | 75,0 | –  | –  | 0  | 0  |
| 13 | R. R. Brown (en)        | 1909                | 09           | 4  | 3  | 2 | 55,6 | 2  | 0  | 2  | 75,0 | 0  | 1  | 0  | 0  |
| 14 | Appleton A. Mason (en)  | 1910–1912           | 24           | 10 | 13 | 1 | 43,8 | 4  | 10 | 0  | 28,6 | –  | –  | 0  | 0  |
| 15 | A. C. Hoffman (en)      | 1913                | 08           | 3  | 5  | 0 | 37,5 | 0  | 4  | 0  | 00,0 | –  | –  | 0  | 0  |
| 16 | Edwin Sweetland (en)    | 1914                | 07           | 3  | 3  | 1 | 50,0 | 0  | 3  | 1  | 12,5 | –  | –  | 0  | 0  |
| 17 | Clark Shaughnessy (en)  | 1915-1920 1922-1926 | 94           | 59 | 28 | 7 | 66,5 | 26 | 19 | 3  | 57,3 | 0  | 0  | 0  | 0  |
| 18 | Myron Fuller (en)       | 1921                | 10           | 4  | 6  | 0 | 40,0 | 2  | 2  | 0  | 50,0 | 0  | 0  | 0  | 0  |
| 19 | Bernie Bierman (en)     | 1927–1931           | 49           | 36 | 10 | 3 | 76,5 | 24 | 8  | 2  | 73,5 | 0  | 1  | 0  | 0  |
| 20 | Ted Cox (en)            | 1932–1935           | 40           | 28 | 10 | 2 | 72,5 | 20 | 7  | 2  | 72,4 | 1  | 0  | 1  | 0  |
| 21 | Red Dawson (en)         | 1936–1941           | 59           | 36 | 19 | 4 | 64,4 | 16 | 13 | 3  | 54,7 | 0  | 1  | 1  | 0  |
| 22 | Claude Simons, Jr. (en) | 1942–1945           | 31           | 13 | 17 | 1 | 43,5 | 4  | 10 | 1  | 30,0 | 0  | 0  | 0  | 0  |
| 23 | Henry Frnka (en)        | 1946–1951           | 58           | 31 | 23 | 4 | 56,9 | 18 | 15 | 3  | 54,2 | 0  | 0  | 1  | 0  |
| 24 | Raymond Wolf (en)       | 1952–1953           | 20           | 6  | 13 | 1 | 32,5 | 3  | 11 | 0  | 21,4 | 0  | 0  | 0  | 0  |
| 25 | Andy Pilney (en)        | 1954–1961           | 80           | 25 | 49 | 6 | 35,0 | 11 | 36 | 4  | 25,5 | 0  | 0  | 0  | 0  |
| 26 | Tommy O'Boyle (en)      | 1962–1965           | 40           | 6  | 33 | 1 | 16,3 | 2  | 23 | 1  | 09,6 | 0  | 0  | 0  | 0  |
| 27 | Jim Pittman (en)        | 1966–1970           | 52           | 21 | 30 | 1 | 41,3 | 0  | 0  | 0  | –    | 1  | 0  | 0  | 0  |
| 28 | Bennie Ellender         | 1971–1975           | 56           | 27 | 29 | 0 | 41,3 | 0  | 0  | 0  | –    | 0  | 1  | 0  | 0  |
| 29 | Larry Smith (en)        | 1976–1979           | 45           | 18 | 27 | 0 | 40,0 | 0  | 0  | 0  | –    | 0  | 1  | 0  | 0  |
| 30 | Vince Gibson (en)       | 1980–1982           | 34           | 17 | 17 | 0 | 50,0 | 0  | 0  | 0  | –    | 0  | 1  | 0  | 0  |
| 31 | Wally English (en)      | 1983–1984           | 22           | 5  | 17 | 0 | 22,7 | 0  | 0  | 0  | –    | 0  | 0  | 0  | 0  |
| 32 | Mack Brown (en)         | 1985–1987           | 34           | 11 | 23 | 0 | 32,4 | 0  | 0  | 0  | –    | 0  | 1  | 0  | 0  |
| 33 | Greg Davis (en)         | 1988–1991           | 45           | 14 | 31 | 0 | 31,1 | 0  | 0  | 0  | –    | 0  | 0  | 0  | 0  |
| 34 | Buddy Teevens (en)      | 1992–1996           | 56           | 11 | 45 | 0 | 16,9 | 1  | 4  | 0  | 20,0 | 0  | 0  | 0  | 0  |
| 35 | Tommy Bowden (en)       | 1997–1998           | 22           | 18 | 4  | 0 | 81,8 | 11 | 1  | 0  | 91,7 | 0  | 0  | 1  | 0  |
| 36 | Chris Scelfo (en)       | 1998–2006           | 94           | 37 | 57 | 0 | 39,4 | 18 | 42 | 0  | 30,0 | 2  | 0  | 0  | 0  |
| 37 | Bob Toledo (en)         | 2007–2011           | 61           | 15 | 46 | 0 | 24,6 | 8  | 32 | 0  | 20,0 | 0  | 0  | 0  | 0  |
| 38 | Mark Hutson (en)        | 2011                | 06           | 0  | 6  | 0 | 00,0 | 0  | 5  | 0  | 00,0 | 0  | 0  | 0  | 0  |
| 39 | Curtis Johnson (en)     | 2012–2015           | 49           | 15 | 34 | 0 | 30,6 | 10 | 22 | 0  | 31,3 | 0  | 1  | 0  | 0  |
| 40 | Willie Fritz (en)       | 2016–2023           | 100          | 54 | 46 | 0 | 53,5 | 32 | 33 | 0  | 49,2 | 3  | 1  | 1  | 0  |
| 41 | Slade Nagle (en)        | 2023                | 1            | 0  | 1  | 0 | 00,0 | 0  | 0  | 0  | –    | 1  | 0  | 1  | 0  |
| 42 | Jon Sumrall (en)        | 2024–               | 0            | 0  | 0  | 0 | 00,0 | 0  | 0  | 0  | –    | 0  | 0  | 0  | 0  |

### Stade
Depuis 2014, Tulane dispute ses matchs à domicile au Benson Field at Yulman Stadium situé sur son campus. Le campus de Tulane est enclavé dans le centre ville de La Nouvelle-Orléans et son stade jouxte directement le quartier environnant. Il a une capacité de 30 000 spectateurs et a été construit avec la possibilité de s'agrandir.
Avant 2014, Tulane a joué ses matchs à domicile au :
- Louisiana Superdome pendant près de 40 saisons (1975-2013) ;
- Third Tulane Stadium situé sur le campus (1926-1974) ;
- Second Tulane Stadium situé sur le campus (1917-1925) ;
- First Tulane Stadium situé sur le campus (1909-1916) ;
- Athletic Park (en) (1901-1908) ;
- Crescent City Base Ball Park (en) ou Sportsman's Park (1893-1900).

### Rivalités
| Équipe rivale | Surnom de la rivalité    | Trophée de la rivalité                        | Bilan de la Green Wave | Bilan de la Green Wave | Bilan de la Green Wave | Bilan de la Green Wave | Bilan de la Green Wave | Premier match | Dernier match |
| ------------- | ------------------------ | --------------------------------------------- | ---------------------- | ---------------------- | ---------------------- | ---------------------- | ---------------------- | ------------- | ------------- |
| Équipe rivale | Surnom de la rivalité    | Trophée de la rivalité                        | Nb.                    | V.                     | D.                     | N.                     | %                      | Premier match | Dernier match |
| LSU           | Battle for the Rag (en)  | Tiger Rag (si LSU) / Victory Flag (si Tulane) | 98                     | 22                     | 69                     | 7                      | 26,0                   | 1893          | 2009          |
| Southern Miss | Battle for the Bell (en) | The Bell                                      | 34                     | 10                     | 24                     | 0                      | 41,7                   | 1979          | 2023          |
| Auburn        | - (en)                   | -                                             | 38                     | 17                     | 15                     | 6                      | 44,7                   | 1902          | 2019          |
| Ole Miss      | - (en)                   | -                                             | 73                     | 28                     | 43                     | 0                      | 38,3                   | 1893          | 2023          |

#### Tigers de LSU
(Dernière mise à jour fin 2022)

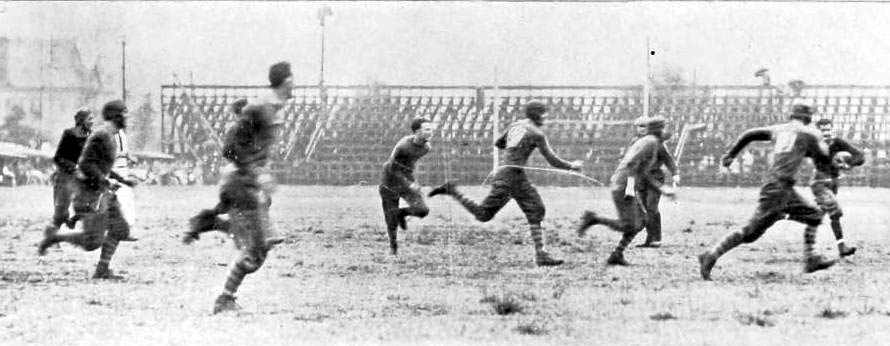
Le match de 1914 (0–0) entre Tulane et LSU.

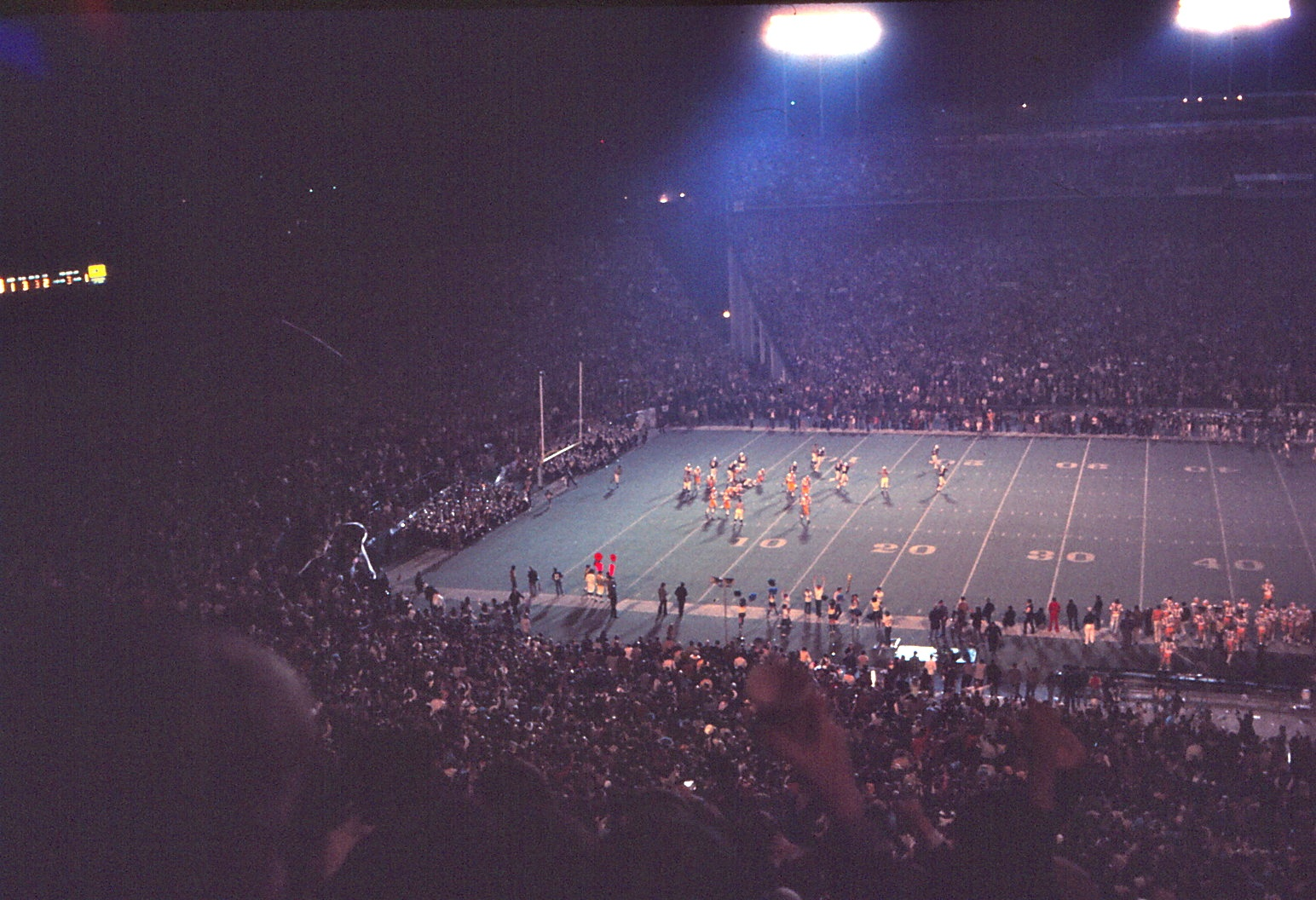
La rencontre de décembre 1973 au Tulane Stadium.

La plus forte et plus ancienne rivalité de Tulane est celle avec LSU. Elle est dénommée la Battle for the Rag. 
Elle commence en 1893 avec une victoire 34 à 0 de la Green Wave sur les Tigers. La rivalité perd de sa saveur après la saison 1948, jusqu'à ce que Tulane remporte enfin une victoire après 25 matchs remportés consécutivement par LSU. Le match remporté 14 à 0 est joué devant une foule de 8 598 spectateurs au Tulane Stadium (record du stade). Entre 1979 et 1982, Tulane trois des quatre matchs. La dernière victoire de la Green Wave date de la saison 1982.
Les deux universités cessent de se rencontrer chaque année après la saison 1994. Depuis, elles ne se sont rencontrées qu'à six reprises (1996, 2001, 2006, 2007, 2008 et 2009).
Le gagnant du match reçoit traditionnellement un trophée (un drapeau en satin) connu sous le nom de Tiger Rag à LSU et Victory Flag à Tulane. Le drapeau est divisé en diagonale, avec les logos de chaque université et le sceau de la Louisiane au centre. Le nom de LSU pour le drapeau a pour origine l'air populaire Tiger Rag (en), une des chansons interprétées par la fanfare de LSU (en). Le drapeau original a été créé en 1940 pour favoriser un bon esprit sportif, très probablement en réponse à la tension croissante entre les fans des deux équipes, la victoire de Tulane en 1938 ayant conduit à des émeutes. Ce drapeau aurait été détruit dans un incendie en 1982 au Centre universitaire de Tulane. En 2001, sur base de photographies d'époque, LSU et Tulane ont conjointement travaillé pour créer une reproduction du drapeau.

#### Golden Eagles de Southern Miss
Connue sous le nom de Battle for the Bell, la rivalité avec les Golden Eagles de Southern Miss, université distante de 170 km, était jouée chaque année entre les saisons 1979 et 2006, alternativement entre La Nouvelle Orléans et Hattiesburg. Lors de l'éclatement de la Conference USA en deux divisions en 2005, les deux universités sont placées dans des divisions différentes et dès lors, les rencontres se font plus rares et ne sont plus organisées lorsque Tulane devient membre de l'American Conference en 2014. Des rencontres sont néanmoins programmées pour les saisons 2022, 2023, 2026 et 2027.
Un trophée (The Bell) est remis au vainqueur dès 1999. Celui-ci, détenu par Southern Miss depuis 2003, est revenu à Tulane depuis la victoire 30 à 13 à l'Armed Forces Bowl 2020,.

#### Tigers d'Auburn
Le premier match a lieu le 25 octobre 1902 à La Nouvelle-Orléans. Les deux équipes jouaient dans la Southern Intercollegiate Athletic Association (SIAA) (en) jusqu'à leur départ en 1922 pour former la Southern Conference dont ils ont été membres fondateurs en 1932. Les deux équipes se rencontrent chaque année jusqu'en 1955. La rivalité est renouvelée en 2006.
La rivalité était connue pour sa série de trois matchs nuls (saisons 1936, 1937 et 1938).

#### Rebels d'Ole Miss
La rivalité avec les Rebels d'Ole Miss commence en 1893. Elle est la deuxième plus vieille rivalité de Tulane, la Battle for the Rag ayant eu lieu une semaine avant la première rencontre contre les Rebels,. Tulane est en 2022 l'équipe, hors Southearn Conference, contre qui Ole Miss a joué le plus joué.

### All-American
La Green Wave compte dix-neuf (19) joueurs ayant été sélectionnés depuis 1893 dans la première équipe All-America
Deux joueurs ont été sélectionnés à deux reprises (Jerry Dalrymple et Don Zimmerman).
Un seul joueur a été sélectionné à l'unanimité (Jerry Dalrymple).
| Saison                               | Joueur               | Poste         |
| ------------------------------------ | -------------------- | ------------- |
| 1925                                 | Peggy Flournoy (en)  | Back (en)     |
| 1929                                 | Bill Banker (en)     | Back          |
| 1930                                 | Jerry Dalrymple (en) | End           |
| 1931                                 | Jerry Dalrymple (en) | End           |
| 1931                                 | Don Zimmerman (en)   | Halfback      |
| 1932                                 | Don Zimmerman (en)   | Halfback      |
| 1934                                 | Monk Simons (en)     | Halfback      |
| 1939                                 | Harley McCollum (en) | Linebacker    |
| 1939                                 | Ralph Wenzel (en)    | End           |
| 1940                                 | Tommy O'Boyle        | Guard         |
| 1941                                 | Ernie Blandin (en)   | Linebacker    |
| 1944                                 | W. A. Jones          | Halfback      |
| 1948                                 | Paul Lea             | Tackle        |
| 1949                                 | Eddie Price          | Back          |
| 1950                                 | Jerome Helluin       | Tackle        |
| 1955                                 | Tony Sardisco        | Guard         |
| 1960                                 | Tommy Mason          | Back          |
| 1973                                 | Charles Hall         | Tackle        |
| 1987                                 | Marc Zeno            | Wide receiver |
| 2001                                 | Seth Marler          | Kicker        |
| 2012                                 | Cairo Santos         | Kicker        |
| Choix consensuel Choix à l'unanimité |                      |               |

### Traditions

#### Le surnomGreen Wave
De 1893 à 1919, les équipes sportives de Tulane étaient connues sous le nom d'The Olive and Blue en référence aux couleurs officielles de l'université. En 1919, le Tulane Weekly, un des nombreux journaux étudiants de Tulane à l'époque, a commencé à utiliser le terme Greenbacks pour désigner de façon non officielle l'équipe de football américain.
Le 20 octobre 1920, Earl Sparling, rédacteur en chef du Tulane Hullabaloo (hebdomadaire officiel de l'université), a écrit une chanson sur l'équipe de football américain de Tulane qui a été publiée dans le journal. La chanson s'intitulait « The Rolling Green Wave ». Bien que le nom n'ait pas été immédiatement adopté, il a commencé à être accepté. Un mois plus tard, un rapport du match Tulane-Mississippi A&M dans le Hullabaloo qualifie l'équipe de Green Wave. À la fin de la saison, le Hullabaloo utilisait le terme Green Wave pour désigner toutes les équipes sportives de Tulane, tout comme de nombreux quotidiens, même si en 1923, le nom Greenbacks était toujours utilisé.

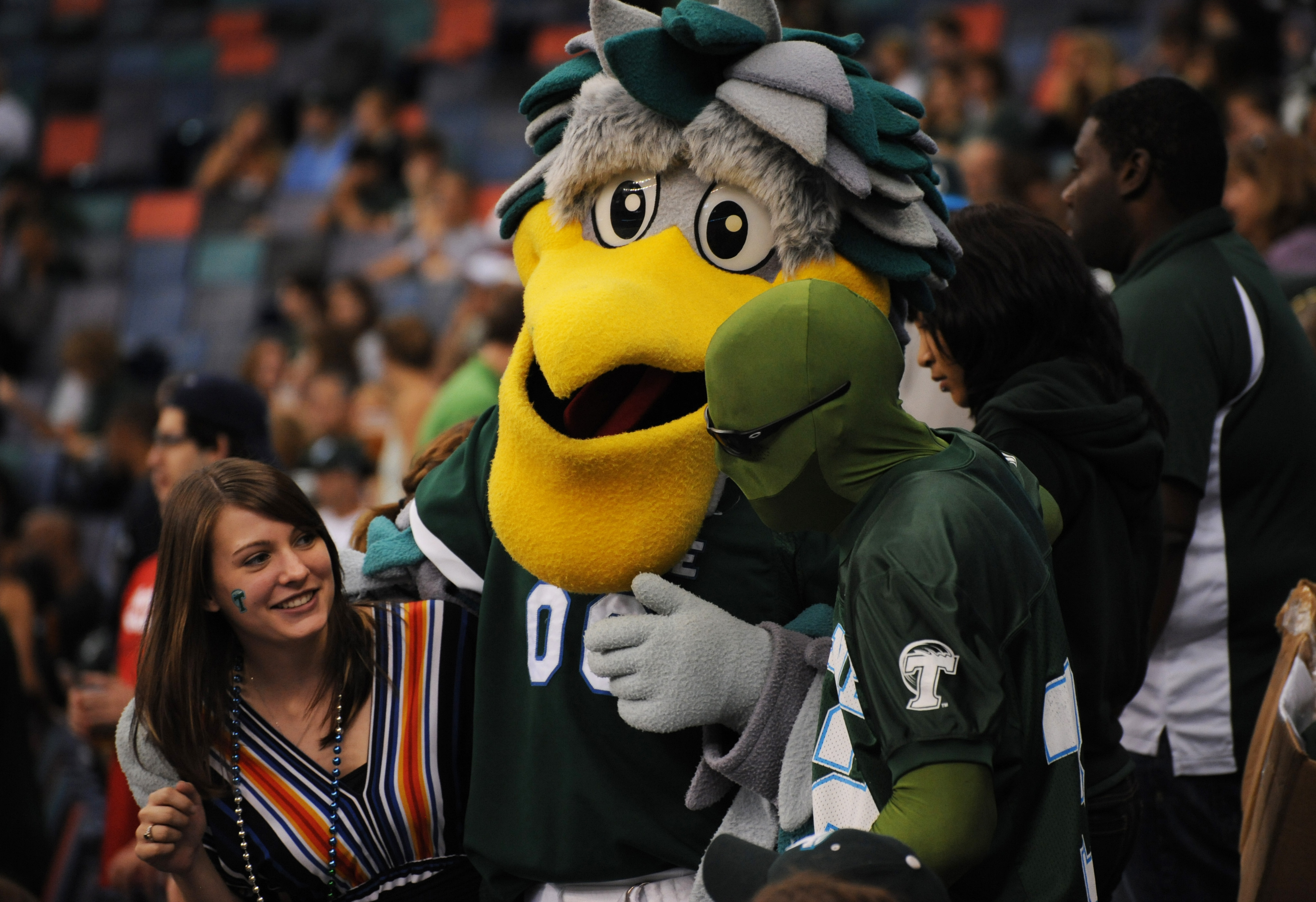
La mascotte officielle « Riptide » en 2009.

#### Mascottes
À ses débuts et pendant plus de 50 ans, la mascotte de Tulane représente par un pélican chevauchant une planche de surf.
Créé par John Chase, un dessinateur local qui a dessiné les couvertures du programme de football de Tulane et celles de nombreuses équipes du Sud du pays, le « Greenie » est adopté en 1955 et remplace le pélican. Il s'agit d'un petit gars portant un casque de football vert avec un étendard de l'Université de Tulane.
Une nouvelle mascotte de pélican est introduite et reçoit le nom de Riptide à la suite d'un vote des étudiants de Tulane en 1998. À l'été 2015, « Riptide » reçoit sa première cure de jouvence depuis sa création et présente un look plus moderne et plus élégant.

Logo de 2005 à 2014.

#### Logo
Le logo de Tulane a été modifiés au fil du temps (voir l'ensemble sur ce lien),.
Le premier logo date de 1920. Il représente un pélican jaune et blanc portant un tee-shirt avec la lettre « T ». Le pélican surfe au dessus d'une vague sur laquelle apparait le nom de « Tulane ».
En 1964, un autre logo représente une vague agressive de couleur verte et blanche. Elle regarde vers la gauche et est nantie de mains et de pieds et porte un fanion avec le nom de « Tulane ».
Le logo de 1986 est plus moderne et stylisé. Il représente une grande lettre « T » de couleur verte sur laquelle sont apposées deux lignes accolées en forme de vague et de couleur verte et blanche.
Le pélican revient en 1998. Le nom complet « Tulane Green Wave » apparaît en caractères inclinés. Les lettres ont un contour gris et l'espace entre elles est de couleur bleu foncé. Le nom est surmonté de deux vagues tournées de part et d'autre au-dessus desquelles un pélican gris pointe son bec vers le centre du nom.
Le logo de 2005 représente une vague moderne de couleur grise surmontant une large lettre « T » de couleur olive bordée de bleu ciel.
Ce logo est légèrement modifié en 2014, la vague étant de couleur vert clair.
Le logo actuel date de 2017. Il rétablit la vague agressive de 1964. Celle-ci regarde vers la droite et tien en main un porte voix blanc sur lequel apparaît le nom « Tulane ». La vague est de couleur vert foncé.

#### Chants
Le chant officiel de combat de Tulane est The Olive and the Blue plus connu sous le titre Roll On, Tulane. Il existe également une acclamation officielle dénommée The Hullabaloo et un chant non officiel de combat Green Wave.
| The Olive and the Blue | The Hullabaloo | Chant de combat | Alma mater |
| --- | --- | --- | --- |
| « Green Wave, Green Wave, hats off to thee, Fight, fight, fight, for our vic-to-ry, Shout to the skies the Green Wave's war cry, The bravest we'll defy, Hold that line for Olive and Blue, We'll cheer for you, So fight, fight old Green Wave, fight on to Vic...to...ry ! Roll, Green Wave, Roll on down the field. Hold, Green Wave, That line must never yield. When those Greenbacks charge through the line, They're bound for victory ! Roll, Green Wave, For you we give a cheer. Roll, Green Wave, For you we have no fear. With every man in every play, We're bound to win that game today. Hoorah for Olde Tulane ! » | « A One, A Two, A Helluva Hullabaloo A Hullabaloo - Ray Ray Hooray Hooray Varsa Varsa Tee Ay Tee Ay, Tee Ay Varsa Varsa Tee Ay Tulane ! » | « Green Wave Green Wave, Hats off to Thee. We're out to Fight Fight Fight For our Victory. Shout to the Skies Our Green Wave War Cries. The Bravest we'll Defy. Hold that Line for Olive and Blue. We will Cheer for You. So Fight, Fight, Old Tulane Fight on to Victory. » | « We praise thee for thy past, O Alma Mater ! Thy hand hath done its work full faithfully. The incense of thy spirit has ascended And filled America from sea to sea ! Olive Green and Blue! We love thee ! Pledge we now our fealty true Where the trees are ever greenest, Where the skies are purest blue. Hear us now, O Tulane, hear us, As we proudly sing to thee! Take from us our hearts’ devotion, Thine we are and thine shall be ! » |

#### Fanfare

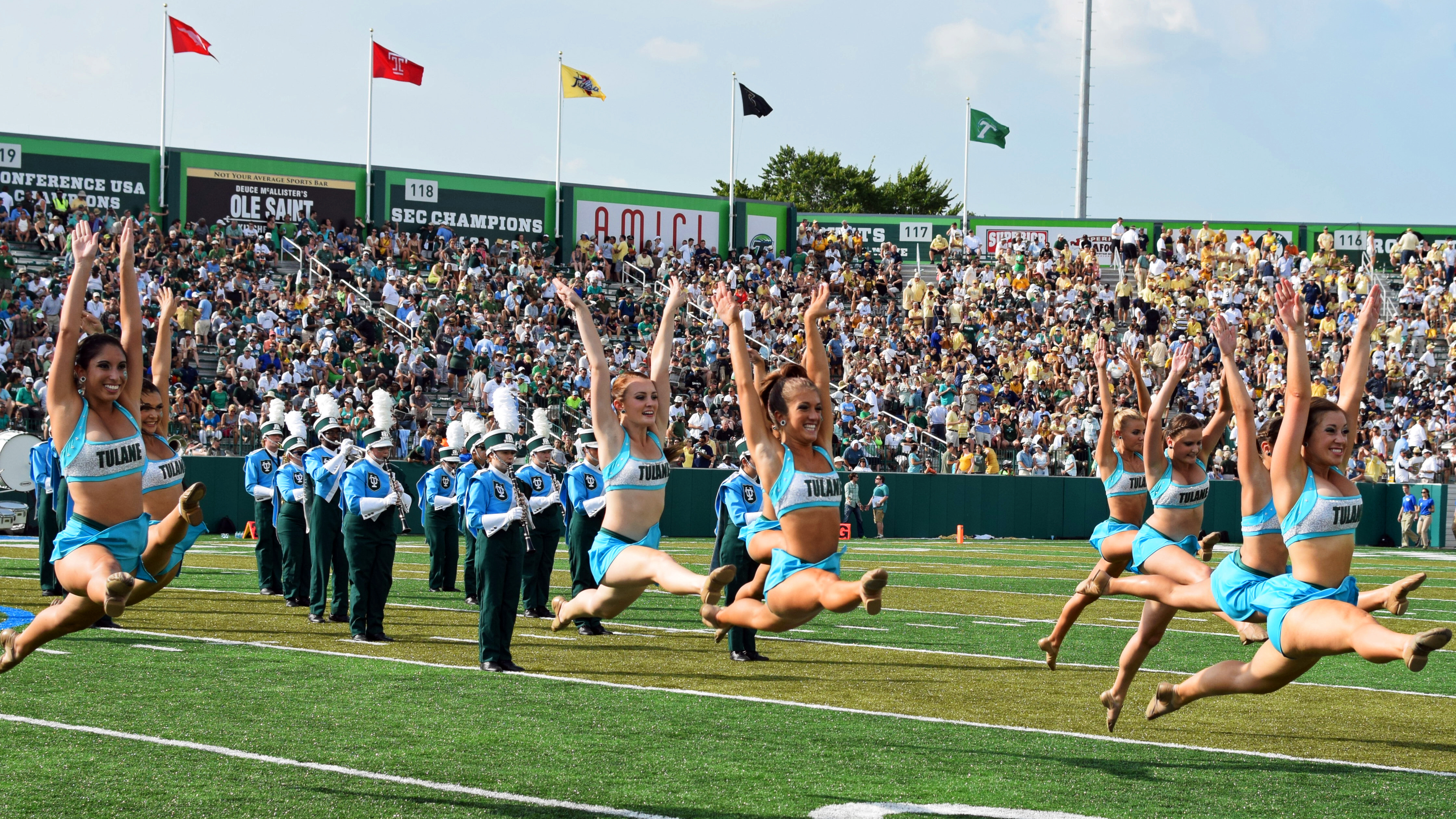
La Shockwave accompagnant en septembre 2014 la fanfare lors d'un show à la mi-temps d'un match au Tulane Stadium.

La fanfare de l'université Tulane, créée en 1920, est dénommée en anglais, Tulane University Marching Band et en abrégé TUMB. Elle se produit à domicile lors de chaque match de football américain au Yulman Stadium, lors des matchs de bowling et lors de certains matchs en déplacement. Elle défile également chaque année lors de la parade du Mardi Gras à La Nouvelle-Orléans.
A son origine elle est une fanfare militaire. Ses activités sont suspendues au milieu des années 1970 peu de temps après la fermeture du Tulane Stadium. Elle est restaurée en 2004 à l'initiative  de la SoundWave, un groupe de fans dirigé par des étudiants, ses costumes actuels ayant été élaborés à cette époque. L'Ouragan Katrina reporte cependant ses débuts officiels prévus en 2005. Sa première prestation officielle est effectuée lors de la parade du Mardi Gras à La Nouvelle-Orléans en 2006, la fanfare accompagnant le groupe folklorique Krewe of Alla.
La fanfare est accompagnée :
- d'une garde. Elle fait ses débuts en 2006 avec des uniformes rétro basés sur des dessins et des images archivés. Un nouveau design est introduit en 2009, plus conforme aux gardes modernes, évoluant ainsi vers l'incorporation du ballet, du jazz, de la danse moderne et contemporaine. Elle se produit principalement avec des drapeaux, des fusils (non opérationnels) et des sabres lors des spectacles d'avant-match et à la mi-temps, ainsi que lors des défilés du Mardi Gras et lors d'une production sur scène au printemps. Contrairement à de nombreux gardes universitaires, la garde de Tulane accepte les membres masculins et féminins[27].
- de la Shockwave, une équipe de danse qui devient une partie officielle du TUMB en 2009. En plus de jouer à domicile et à l'extérieur, l'équipe se produit aux matchs de basket-ball, de volley-ball et de baseball de Tulane, ainsi qu'aux défilés du Mardi Gras avec le TUMB et à divers événements communautaires[28].

## Autres sports

### Par équipe

#### Titre de conférence
- Masculins :
  - Baseball (7) : 1948 • 1983 • 1997 • 1998 • 2001 • 2005 • 2016 (AAC)
  - Basketball (7) : 1944 • 1992
  - Cross Country (1) : 2001
  - Tennis (6) : 1997 • 2001 • 2003 • 2004 • 2005 • 2018

- Féminins :
  - Basketball (4) : 1997 • 1999 • 2007 • 2010
  - Tournament (5) : 1997 • 1999 • 2000 • 2001 • 2010
  - Golf (7) : 2004 • 2005 • 2009 • 2010 • 2013 • 2014 • 2022
  - Swimming/Diving (1) : 2005
  - Tennis (4) : 2001 • 2003 • 2004 • 2005
  - Volleyball (1) : 2008

#### Titre national
- Tennis masculin : 1959 (NCAA)

### Individuel
Titres nationaux masculins :
- Tennis
  - Simple (8) : 1930 • 1932 • 1936 • 1937 • 1949 • 1953 • 1954 • 1955
  - Double (2) : 1957 • 1959
- Tennis en salle - simple (1) : 2015
- Golf (3) : 1925 • 1926 • 1939
- Boxe (1) : 1932 (poids lourd)